# Charlie się żeni
Charlie się żeni (ang. A Jitney Elopement) − amerykański film niemy z 1915 roku, w reżyserii Charliego Chaplina. 

## Treść
Główny bohater, grany przez Charliego Chaplina kocha się w dziewczynie, której ojciec pragnie, by córka wyszła za bogatego hrabiego. Bohater przebiera się wówczas za hrabiego. Jednak mistyfikacja wychodzi na jaw, kiedy pojawia się prawdziwy hrabia.

## Obsada
- Charlie Chaplin – fałszywy hrabia
- Edna Purviance – dziewczyna
- Leo White – milioner
- Fred Goodwins – ojciec
- Bud Jamison – policjant
- Ernest Van Pelt – policjant
- Carl Stockdale – policjant
- Lloyd Bacon – lokaj
- Paddy McGuire – kelner